# EA Gothenburg
EA Gothenburg（原名Ghost Games）是美国艺电下属、位于瑞典哥德堡的电子游戏开发商。2013年至2020年间，该工作室以Ghost Games为名，分别在英国吉爾福德及羅馬尼亞布加勒斯特拥有另外两个分部，其间该工作室负责监制极品飞车系列游戏，并且接收了Criterion Games、Playground Games、EA DICE及EA Black Box一些原班人马。
在Criterion Games助力之下，该工作室是以Ghost Games之名义，主导开发并且发布第一部作品《極速快感：生存競速》。2019年11月发布的《極速快感：熱焰》则是以Ghost Games名义发布的最后一部作品。该工作室开发的所有游戏均使用寒霜引擎。
2020年2月，艺电宣布Ghost Games解散并裁减多达30个岗位，余下人手组成EA Gothenburg，為艺电全公司提供技術支援，而极品飞车系列之开发主导权将交还到Criterion Games。

## 历史
2011年，美国艺电成立该工作室，当时名为EA Gothenburg，总部设在瑞典哥德堡。根据报道，该工作室专注于使用寒霜3引擎进行游戏开发。该报告还提到，从该工作室参与开发极品飞车系列游戏员工的个人简历得知，很多员工曾参与Forza Horizon、Need for Speed: The Run、Project Gotham Racing以及Race Pro.的游戏制作。
2012年10月22日，当时的极品飞车系列主要开发商Criterion Games确认EA Gothenburg正在参与开发极品飞车系列作品，但没有透露其参与程度以及该作何时发布。2012年11月15日，EA Gothenburg更名为Ghost Games，同时Ghost Games网站上线，并公开一系列空缺职位以征召人手。
2014年，艺电執行長Andrew Wilson宣布极品飞车系列年内不会推出新作，这是该系列自2001年起十余年来第一次全年没有新作。
2020年2月，艺电宣布Ghost Games解散计划：一旦得到政府批准，极品飞车系列的核心开发任务将会交还到Criterion Games，而Ghost Games余下人手将组成EA Gothenburg，以工程支援工作室之定位，為艺电全公司提供技術支援。

## 参与开发作品
| 发布年份 | 名称               | 平台                                                                       | 附注         |
| -------- | ------------------ | -------------------------------------------------------------------------- | ------------ |
| 2013     | 極速快感：生存競速 | Microsoft Windows、PlayStation 3、PlayStation 4、Xbox 360、Xbox One        |              |
| 2015     | 極速快感           | Microsoft Windows、PlayStation 4、Xbox One                                 |              |
| 2017     | 極速快感：血債血償 | Microsoft Windows、PlayStation 4、Xbox One                                 |              |
| 2019     | 極速快感：熱焰     | Microsoft Windows、PlayStation 4、Xbox One                                 |              |
| 2021     | 戰地風雲2042       | Microsoft Windows、PlayStation 4、PlayStation 5、Xbox One、Xbox Series X/S | 提供额外支援 |